# مقاطعة تونغريم
تونغريم (بالكورية: 동림군) هي مقاطعة (كون، 군) تقع في مقاطعة بيونغان الشمالية في كوريا الشمالية.

## الجغرافيا
تقع تونغريم على الساحل الغربي لشبه الجزيرة الكورية. تشتهر بتضاريسها الجبلية، بما في ذلك جبل سويبوكسان (수이복산) الذي يُعد أعلى نقطة في المقاطعة. كما تضم أنهارًا مثل نهر سامغنغان (삼건강) ونهر تانغتشونغنغان (당청강).

## الموارد الطبيعية
تحتوي المقاطعة على عدة موارد معدنية مثل الفحم، الجرافيت، والذهب.

## الاقتصاد
الزراعة هي النشاط الاقتصادي الأساسي، وتشمل المحاصيل المزروعة الأرز، الذرة، القمح، فول الصويا، والبطاطس. كما تشتهر تونغريم بصيد الأسماك نظرًا لقربها من البحر.

## النقل
تمر عبر المقاطعة سكة حديد تونغريم، وهي جزء من سكة حديد بيونغوي التي تربط بين بيونغيانغ وسينويجو على الحدود مع الصين.

## التقسيمات الإدارية
تنقسم مقاطعة تونغريم إلى بلدة (읍، أُب) واحدة، و20 قرية (리، ري).